# Ruben Carter
Ruben Christopher Carter (* 1. Dezember 1992 in Miami, Florida) ist ein US-amerikanischer American- und Canadian-Football-Spieler. Er spielt auf der Position des Offensive Lineman, derzeit für die Montreal Alouettes in der Canadian Football League (CFL).

## Karriere
Carter besuchte von 2011 bis 2014 die Florida State University. In seinem ersten Jahr legte er ein Redshirt-Jahr ein. Er spielte 2012 fünf Spiele, 11 Spiele im Jahr 2013 und ein Spiel im Jahr 2014. Zur Saison 2015 wechselte Carter zur University of Toledo. Dort startete er alle 12 Spiele als Center. Er war Teil einer Offensive Linie, die nur fünf Sacks in der ganzen Saison erlaubte und einer Offense, die 35 Punkte und 460 Yards pro Spiel erzielte. Im April 2016 verpflichteten ihn die Miami Dolphins (National Football League (NFL)). Am 30. August 2016 wurde er entlassen. Am 7. Oktober 2016 verpflichteten ihn die Calgary Stampeders (Canadian Football League (CFL)) für ihren Practice Roster. Am 19. Mai 2017 wurde er entlassen. Am 24. Mai 2017 verpflichteten die Dallas Cowboys Carter. Am 16. August 2017 wurde er entlassen. Die Pittsburgh Steelers nahmen ihn daraufhin am 25. August 2017 unter Vertrag. Am 2. September 2017 wurde Carter im Rahmen der Kaderverkleinerung auf 53 Spieler entlassen.
Im März 2018 verpflichteten die Baltimore Brigade aus der Arena Football League Carter.
Am 21. Mai 2018 verpflichteten ihn die Montreal Alouettes aus der CFL. Im August 2018 wurde er entlassen.
Im September 2018 verkündeten die Orlando Apollos aus der neugegründeten Alliance of American Football Carter für 2019 verpflichtet zu haben. Im Oktober 2018 gaben die Massachusetts Pirates aus der National Arena League bekannt, Carter für die Saison 2019 verpflichtet zu haben.